# Sirpa Pietikäinen
Sirpa Pietikäinen (født 19. april 1959) er siden 2008 finsk medlem af Europa-Parlamentet, valgt for Samlingspartiet (Finland) (indgår i parlamentsgruppen Gruppen for Det Europæiske Folkeparti).